# Rita Gabbai-Simantov
Rita Gabbai-Simantov (Atenas, 1935) es una poeta judía de origen sefardí que escribe en ladino.

## Trayectoria
Los nazis invadieron Grecia durante la Segunda Guerra Mundial cuando ella era niña y, en diciembre de 1942, junto a su familia, logró escapar a Turquía, de donde eran originarios, en barco. Vivieron en Estambul hasta 1945, cuando terminó la guerra y regresaron a su país.
Aunque aprendió a hablar ladino en casa con sus padres y especialmente con su abuelo y abuela, a menudo le hablaban en francés. Fue al casarse con un hombre que prefería hablar ladino y además, empezar a trabajar en la Embajada de Israel en Atenas como funcionaria cultural, cuando Gabbai-Simantov entró en mayor contacto con la cultura sefardí y el idioma judeoespañol.
En 1991 visitó España y el contacto con su país ancestral le impulsó a escribir su primer poema, Ermana Soledad. En 1992, en el quinto centenario de la expulsión de los judíos de España, publicó su primer poemario, Quinientos anios despues. Su segundo trabajo, Fuente de mi tradision, se publicó en Atenas en 1999. Bastantes años después, en 2007, publicó el poemario Poezias de mi Vida. La autora afirmó que decidió usar esta lengua por dos razones: por su identidad judía y sefardí como recuerdo a su familia y a su cultura de origen.
En 2004 produjo el primer diccionario básico ladino-griego. 

## Reconocimientos
Una selección de sus poemas fueron musicados por Mónica Monasterio, cantante especializada en la interpretación del cancionero sefardí tradicional y la música contemporánea juedoespañola.

## Obra
- Quinientos anios despues (1992)
- Fuente de mi tradision (1999)
- Poezías de mi vida (2007)

## Publicaciones
Sus poemas han aparecido en diversas antologías:
- Santa Puche, Salvador, Antolojia de poetas sefaradis kontemporaneos (asigun la istoria del defter de Yaacov el vistozo). Valencia, Capitelum, 1999. pp 47-50.
- Rosa, Jaime B, Sepharad 2000: Antología judeo-española. Valencia, Instituto de Estudios Modernistas, 2000. pp.59-68.
- Eidherr, Armin, Los kaminos s’incheron de arena: Antolojia de la poezia sefardi kontemporanea. Viena: Am Herezen Europas 5 (en judeoespañol, alemán y turco), 2000. pp.104-107.
- Refael, Shmuel, Un grito en el silencio. La poesía sobre el Holocausto en lengua sefardí: estudio y antología. Barcelona, Tirocinio, 2008 p.216